# Ada Mae Johnson

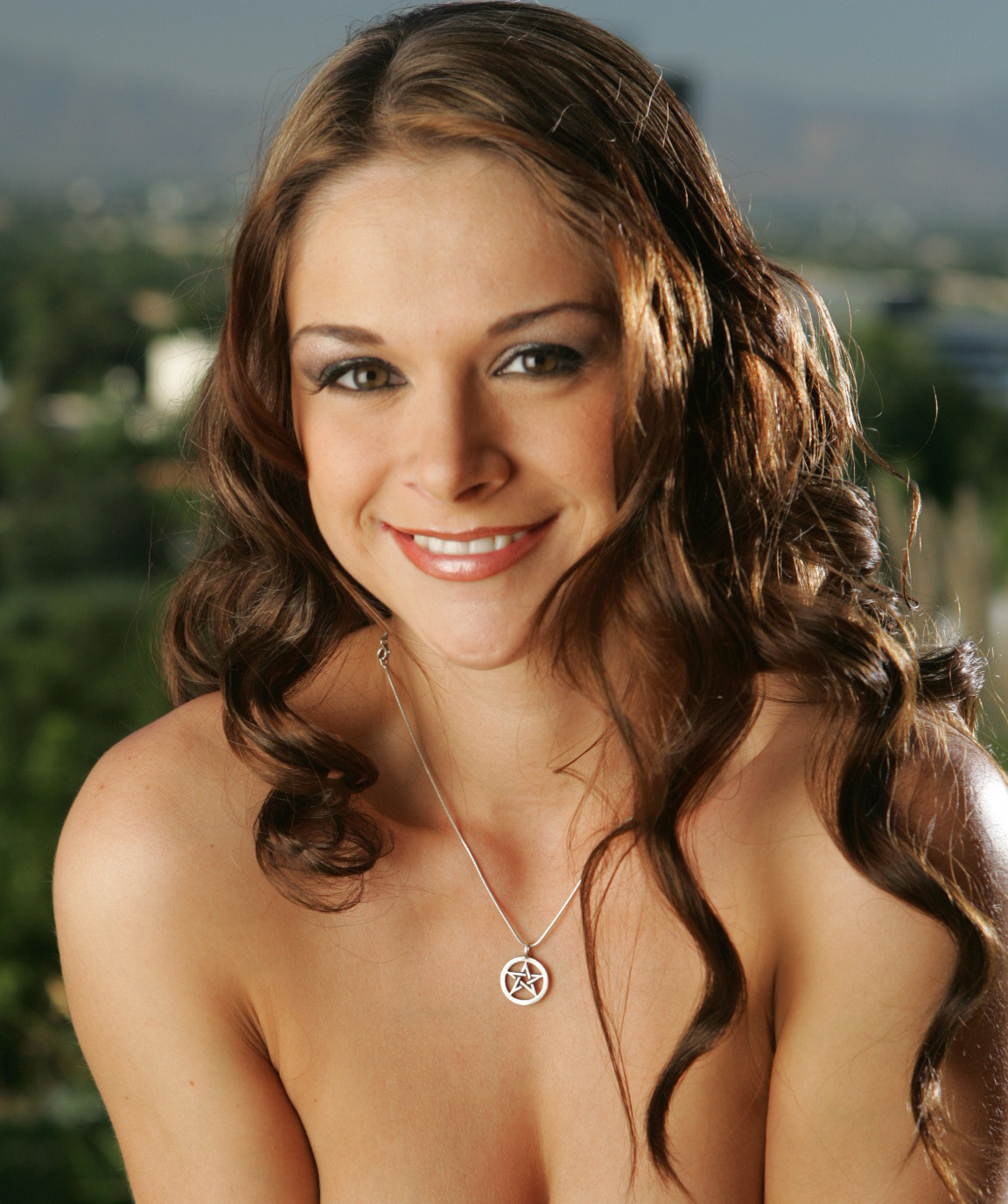
Ada Mae Johnson (2007)

Ada Mae Johnson (* 27. März 1977 als Ada Woffinden in Aberdeen, Washington) ist eine US-amerikanische Pornodarstellerin. Sie wurde bekannt unter dem Pseudonym Violet Blue, bis sie sich ab 2007 kurzzeitig Violetta Blue und danach Noname Jane nannte.

## Leben

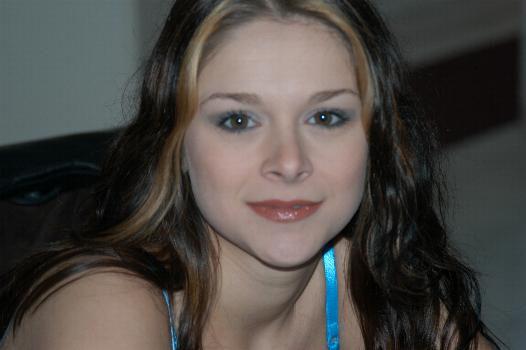
Ada Mae Johnson (2004)

Johnson wuchs in Pacific Beach (Washington) auf. Nach Abschluss der Highschool, wo sie sich vier Jahre lang als Cheerleader betätigte, ging sie auf das Evergreen State College in Olympia, um Umweltwissenschaft zu studieren. Sie verließ das College bald wieder, um auf eine Beauty school zu gehen. Bald darauf ging sie nach Las Vegas und arbeitete als Stripperin. Anschließend zog sie nach Südkalifornien und stieg dort im April 2000 ins Pornogeschäft ein. Seitdem hat sie laut Internet Adult Film Database in über 300 Filmen mitgewirkt (Stand: April 2014) und steht bei der Firma Wicked Pictures unter Vertrag.
Sie ist Mitglied im Ordo Templi Orientis, einer okkultistisch-esoterischen diskreten Gesellschaft.

## Namensrecht
Im Oktober 2007 wurde Ada Mae Johnson von der Autorin Violet Blue in den USA wegen der Verletzung ihrer Markenrechte und unfairer Geschäftspraktiken unter Hinweis auf eine aus ihrer Sicht vorliegende Übernahme ihres Namens und ihres Markenauftretens verklagt. Darauf änderte Johnson ihren Namen zunächst in Violetta Blue, dann in Noname Jane.

## Auszeichnungen
2002: AVN Award als „Best New Starlet“